# TOKYO LOVE SPORTS
『TOKYO LOVE SPORTS』（トーキョーラブスポーツ）は、TOKYO MXで2019年4月1日から同年9月30日まで、毎週月曜20時から20時40分まで生放送されていたスポーツ番組である。

## 概要
『BE-BOP SPORTS』の後続番組として放送開始予定。東京都を本拠地とするプロ野球チームや、サッカーFC東京の試合結果やチーム情報、都内の高校や大学の学生スポーツについて紹介していくほか、2020年に開催を控える東京オリンピックおよび東京パラリンピックでそれぞれ活躍が期待されるアスリートと、アスリートを支える裏方まで取材していく。
キャスターは、フリーアナウンサーで元NHKアナウンサーの登坂淳一とタレントの稲村亜美がそれぞれ務める。登坂がレギュラー番組に出演するのはNHKを退社後初めてとなる。

## 出演者
○は前番組『BE-BOP SPORTS』から続役。

### キャスター
- 登坂淳一[2]
- 稲村亜美[2]

### コメンテーター
- 水内猛○[2]

### リポーター
- 宮下純一○[2]
- 室伏由佳○[2]